# Jinzhongzi
Jinzhongzi (kinesiska: 金冢子镇, 金冢子) är en köping i Kina. Den ligger i provinsen Shandong, i den östra delen av landet, omkring 200 kilometer öster om provinshuvudstaden Jinan. Antalet invånare är 39054. Befolkningen består av 19 229 kvinnor och 19 825 män. Barn under 15 år utgör 16,0 %, vuxna 15-64 år 72 %, och äldre över 65 år 10,0 %.
Genomsnittlig årsnederbörd är 786 millimeter. Den regnigaste månaden är juli, med i genomsnitt 255 mm nederbörd, och den torraste är januari, med 10 mm nederbörd.